# Ilha de Adiljevaz
A ilha de Adiljevaz (em turco: Adilcevaz adası) ou ilha de Arsque (em armênio: Արծկէ կղզի; romaniz.: Arckē kłzi) era uma ilha do lago de Vã de sua porção nordeste, em frente à cidade de Adiljevaz. Originalmente, a cidade estava situada na ilha, mas a medida que o nível do lago aumentou, o centro urbano foi transferido. Nela também estava localizado o Mosteiro de São Estêvão (Surb Step'anos), uma muralha dupla e uma fortaleza. No início do século XX, restos de torres de muralhas, cúpulas de igrejas e outras estruturas altas ainda eram visíveis.